# 都安嶺鰍
都安嶺鰍（學名：Oreonectes duanensis），為輻鰭魚綱鯉形目條鰍科嶺鰍屬的其中一種。分布於亞洲中國廣西壯族自治區都安瑤族自治縣的一個地下洞穴中，本魚體延長，前半部呈圓柱形，後半部側扁，尾柄長，口下位，下唇表面具皺褶，觸鬚3對，眼睛退化呈1小黑點，鱗片埋藏在皮膚底下，頭部及腹部裸露，體淡黃色，魚鰭透明，尾鰭叉形，上下葉圓鈍，體長可達7.7公分，棲息在洞穴底層水域，生活習性不明。

## 扩展阅读
維基物種上的相關：都安嶺鰍